# Préfecture de Shkodër
La préfecture de Shkodër (en albanais : Qarku i Shkodrës) est une préfecture d'Albanie. Sa capitale est Shkodër.
Elle est bordée par le Monténégro au nord.

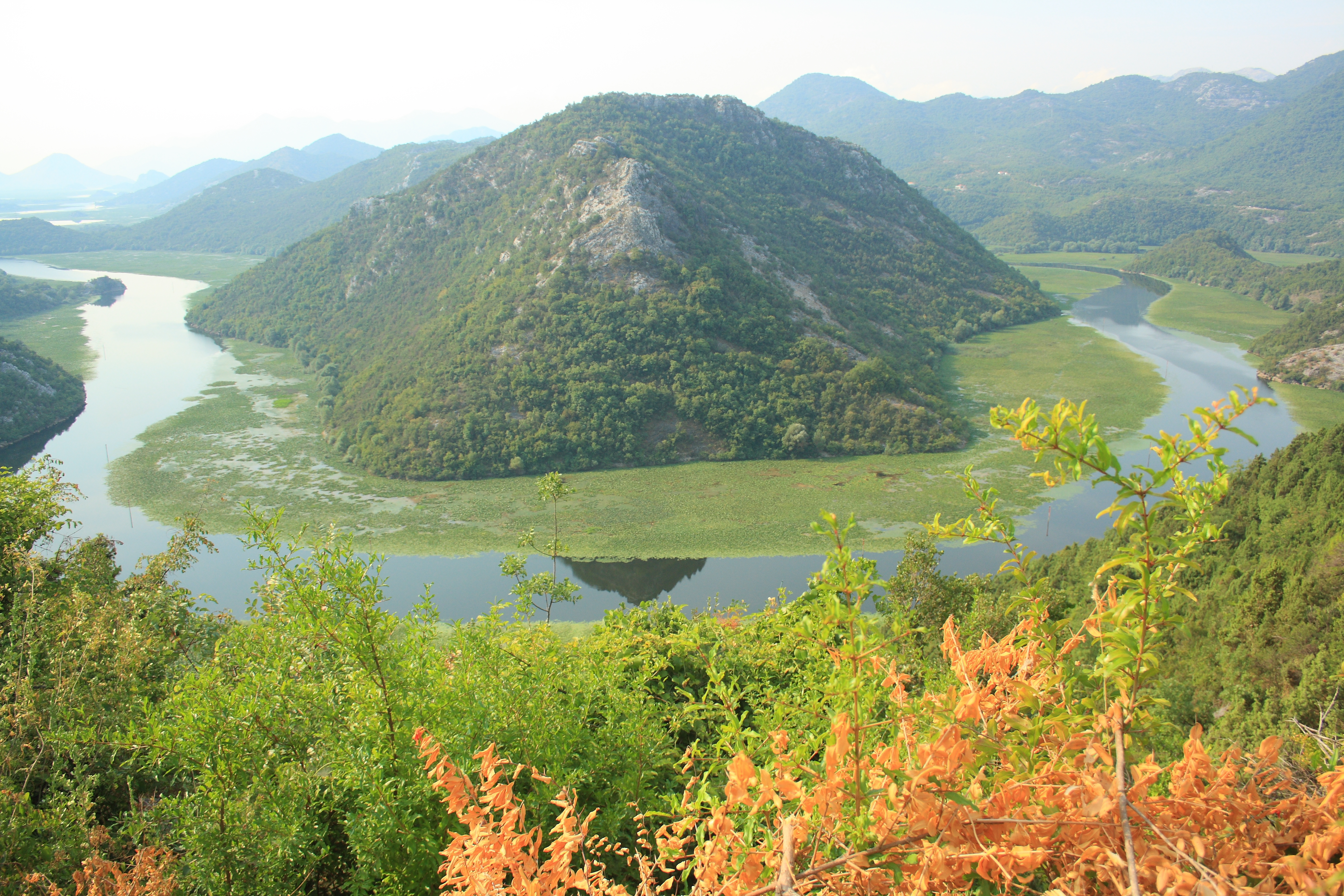
Lac Shkodër

## Districts
La préfecture de Shkodër est sous-divisée en trois districts : Malësi e Madhe, Pukë et Shkodër.